# Liste der Torschützenkönige der Premier Soccer League
Die Liste der Torschützenkönige der Premier Soccer League, heute als Betway Premiership bekannt, führt alle Torschützenkönige der höchsten Spielklasse im südafrikanischen Fußball, der Premier Soccer League, auf. Im weiteren Teil werden die erfolgreichsten Spieler, Vereine und Nationen genannt. Torschützenkönig wird derjenige Spieler, der im Verlauf einer Premier-Soccer-League-Saison die meisten Tore erzielt. Seit 1997 wird der Torschützenkönig durch die Ligasponsoren ausgezeichnet, im Jahr 2006 beispielsweise mit dem „PSL Castle Premiership's Top Goal-Scorer Award“ – auch als „Lesley Manyathela Award“ bezeichnet –, drei Jahre später mit dem „Absa Premiership golden boot“.
Im Jahr 2016 schaffe es Collins Mbesuma den Titel des Torschützenkönigs als erster Spieler zum zweiten Mal zu gewinnen. Negativrekord für den Gewinn der Auszeichnung sind die 10 erzielten Treffer von Bernard Parker (2014), während Collins Mbesuma im Jahr 2005 mit 25 Treffern die meisten gelangen. Sechs Mal konnte der beste Torschütze im selben Jahr die südafrikanische Meisterschaft gewinnen (1999, 2003, 2005, 2018, 2022, 2023); 2018 fand außerdem die erste Titelteilung mehrerer Spieler statt. 17 Torschützenkönige waren Inhaber der südafrikanischen Staatsbürgerschaft, fünf Mal konnte ein Spieler aus Sambia sowie drei Mal aus Simbabwe und Namibia den Titel gewinnen, eine Auszeichnung ging an einen Senegalesen. Moroka Swallows stellte fünf Mal den Torschützenkönig und ist damit der erfolgreichste Verein in dieser Kategorie.

## Liste der Torschützenkönige
- Saison: Nennt die Saison, in welcher der Spieler Torschützenkönig wurden.
- Spieler: Nennt den Spielernamen des Torschützenkönigs.
- Nationalität: Nennt die Nationalität des Torschützenkönigs.
- Verein: Nennt den Verein, für den der Spieler in der betreffenden Saison gespielt hat. Grün markierte Vereine konnten dabei die Südafrikanische Meisterschaft gewinnen.
- Tore: Nennt die Anzahl der Tore, die der Spieler in der Premier-Soccer-League-Saison erzielt hat.

| Saison    | Spieler               | Nationalität | Verein                                     | Tore |
| --------- | --------------------- | ------------ | ------------------------------------------ | ---- |
| 1996/97   | Wilfred Mugeyi        | Simbabwe     | Bush Bucks FC                              | 23   |
| 1997/98   | George Koumantarakis  | Südafrika    | Golden Arrows                              | 14   |
| 1998/99   | Daniel Mudau          | Südafrika    | Mamelodi Sundowns                          | 24   |
| 1999/2000 | Dennis Lota           | Sambia       | Orlando Pirates                            | 18   |
| 2000/01   | Gilbert Mushangazhike | Simbabwe     | Manning Rangers                            | 19   |
| 2001/02   | Ishmael Maluleke      | Südafrika    | Manning Rangers                            | 18   |
| 2002/03   | Lesley Manyathela     | Südafrika    | Orlando Pirates                            | 18   |
| 2003/04   | Jackie Ledwaba        | Südafrika    | Zulu Royals                                | 14   |
| 2004/05   | Collins Mbesuma       | Sambia       | Kaizer Chiefs                              | 25   |
| 2005/06   | Mame Niang            | Senegal      | Moroka Swallows                            | 14   |
| 2006/07   | Chris Katongo         | Sambia       | Jomo Cosmos                                | 15   |
| 2007/08   | James Chamanga        | Südafrika    | Moroka Swallows                            | 14   |
| 2008/09   | Richard Henyekane     | Südafrika    | Golden Arrows                              | 19   |
| 2009/10   | Katlego Mphela        | Südafrika    | Mamelodi Sundowns                          | 17   |
| 2010/11   | Knowledge Musona      | Simbabwe     | Kaizer Chiefs                              | 15   |
| 2011/12   | Siyabonga Nomvethe    | Südafrika    | Moroka Swallows                            | 20   |
| 2012/13   | Katlego Mashego       | Südafrika    | Moroka Swallows                            | 13   |
| 2013/14   | Bernard Parker        | Südafrika    | Kaizer Chiefs                              | 10   |
| 2014/15   | Moeketsi Sekola       | Südafrika    | Free State Stars                           | 14   |
| 2015/16   | Collins Mbesuma       | Sambia       | Mpumalanga Black Aces                      | 14   |
| 2016/17   | Lebogang Manyama      | Südafrika    | Cape Town City FC                          | 13   |
| 2017/18   | Rodney Ramagalela     | Südafrika    | Polokwane City FC                          | 11   |
| 2017/18   | Percy Tau             | Südafrika    | Mamelodi Sundowns                          | 11   |
| 2018/19   | Mwape Musonda         | Sambia       | Black Leopards FC                          | 16   |
| 2019/20   | Peter Shalulile       | Namibia      | Highlands Park                             | 16   |
| 2019/20   | Gabadinho Mhango      | Malawi       | Orlando Pirates                            | 16   |
| 2020/21   | Bradley Grobler       | Südafrika    | SuperSport United                          | 16   |
| 2021/22   | Peter Shalulile       | Namibia      | Mamelodi Sundowns                          | 23   |
| 2022/23   | Peter Shalulile       | Namibia      | Mamelodi Sundowns                          | 12   |
| 2022/23   | Khanyisa Mayo         | Südafrika    | Cape Town City FC                          | 12   |
| 2023/24   | Tshegofatso Mabasa    | Südafrika    | Moroka Swallows (6) / Orlando Pirates (10) | 16   |

## Ranglisten

### Titelgewinne nach Spieler
- Rang: Nennt die Platzierung des Spielers, welche sich nach Anzahl seiner errungenen Auszeichnungen richtet. Bei gleicher Anzahl wird alphabetisch nach dem Familiennamen sortiert.
- Spieler: Nennt den Namen des Spielers.
- Anzahl: Nennt die Anzahl der errungenen Titel des Torschützenkönigs.
- Spielzeiten: Nennt die Premier-Soccer-League-Spielzeiten, in denen der Spieler Torschützenkönig wurde.

| Rang | Spieler               | Anzahl | Spielzeiten      |
| ---- | --------------------- | ------ | ---------------- |
| 1.   | Peter Shalulile       | 3      | 2020, 2022, 2023 |
| 2.   | Collins Mbesuma       | 2      | 2005, 2016       |
| 3.   | James Chamanga        | 1      | 2008             |
| 3.   | Richard Henyekane     | 1      | 2009             |
| 3.   | Chris Katongo         | 1      | 2007             |
| 3.   | George Koumantarakis  | 1      | 1998             |
| 3.   | Jackie Ledwaba        | 1      | 2004             |
| 3.   | Dennis Lota           | 1      | 2000             |
| 3.   | Ishmael Maluleke      | 1      | 2002             |
| 3.   | Lesley Manyathela     | 1      | 2003             |
| 3.   | Katlego Mphela        | 1      | 2010             |
| 3.   | Daniel Mudau          | 1      | 1999             |
| 3.   | Wilfred Mugeyi        | 1      | 1997             |
| 3.   | Gilbert Mushangazhike | 1      | 2001             |
| 3.   | Knowledge Musona      | 1      | 2011             |
| 3.   | Mame Niang            | 1      | 2006             |
| 3.   | Siyabonga Nomvethe    | 1      | 2012             |
| 3.   | Katlego Mashego       | 1      | 2013             |
| 3.   | Bernard Parker        | 1      | 2014             |
| 3.   | Moeketsi Sekola       | 1      | 2015             |
| 3.   | Lebogang Manyama      | 1      | 2017             |
| 3.   | Rodney Ramagalela     | 1      | 2018             |
| 3.   | Percy Tau             | 1      | 2018             |
| 3.   | Mwape Musonda         | 1      | 2019             |
| 3.   | Khanyisa Mayo         | 1      | 2023             |
| 3.   | Tshegofatso Mabasa    | 1      | 2024             |

### Titelgewinne nach Verein
- Rang: Nennt die Platzierung des Vereins, die sich nach Anzahl der Titelträger richtet. Bei gleicher Anzahl wird alphabetisch nach dem Vereinsnamen sortiert.
- Verein: Nennt den Namen des Vereins.
- Anzahl: Nennt die Anzahl der Premier-Soccer-League-Spielzeiten, in denen ein Akteur des Vereins Torschützenkönig wurde.
- Spielzeiten: Nennt die Spielzeiten, in denen ein Akteur des Vereins Torschützenkönig wurde.

| Rang | Verein                | Anzahl | Spielzeiten                  |
| ---- | --------------------- | ------ | ---------------------------- |
| 1.   | Mamelodi Sundowns     | 5      | 1999, 2010, 2018, 2022, 2023 |
| 2.   | Moroka Swallows       | 4      | 2006, 2008, 2012, 2013       |
| 3.   | Kaizer Chiefs         | 3      | 2005, 2011, 2014             |
| 4.   | Golden Arrows         | 2      | 1998, 2009                   |
| 4.   | Orlando Pirates       | 2      | 2000, 2003, 2024             |
| 4.   | Manning Rangers       | 2      | 2001, 2002                   |
| 4.   | Cape Town City FC     | 2      | 2017, 2023                   |
| 8.   | Bush Bucks FC         | 1      | 1997                         |
| 8.   | Jomo Cosmos           | 1      | 2007                         |
| 8.   | Zulu Royals           | 1      | 2004                         |
| 8.   | Free State Stars      | 1      | 2015                         |
| 8.   | Highlands Park        | 1      | 2020                         |
| 8.   | Mpumalanga Black Aces | 1      | 2016                         |
| 8.   | Polokwane City FC     | 1      | 2018                         |
| 8.   | Black Leopards FC     | 1      | 2019                         |

### Titelgewinne nach Nationalität
- Rang: Nennt die Platzierung der Nation, die sich nach Anzahl der Titelträger richtet. Bei gleicher Anzahl wird alphabetisch sortiert.
- Nation: Nennt die Nation.
- Anzahl: Nennt die Anzahl der Premier-Soccer-League-Spielzeiten, in denen ein Akteur der Nationalität Torschützenkönig wurde.
- Spielzeiten: Nennt die Spielzeiten, in denen ein Akteur der Nationalität Torschützenkönig wurde.

| Rang | Nation    | Anzahl | Spielzeiten                                                                                                |
| ---- | --------- | ------ | --- |
| 1.   | Südafrika | 17     | 1998, 1999, 2002, 2003, 2004, 2008, 2009, 2010, 2012, 2013, 2014, 2015, 2017, 2018 (2 Spieler), 2023, 2024 |
| 2.   | Sambia    | 5      | 2000, 2005, 2007, 2016, 2019                                                                               |
| 3.   | Simbabwe  | 3      | 1997, 2001, 2011                                                                                           |
| 3.   | Namibia   | 3      | 2020, 2022, 2023                                                                                           |
| 5.   | Senegal   | 1      | 2006 |
| 5.   | Malawi    | 1      | 2020 |